# Упшпрунге

Положение Упшпрунге на карте Зальцкоттена

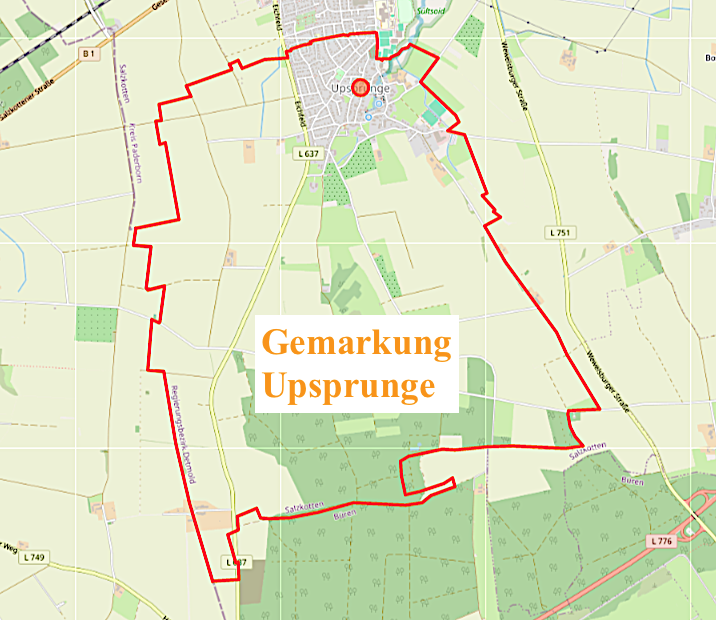
Границы гемаркунга Упшпрунге

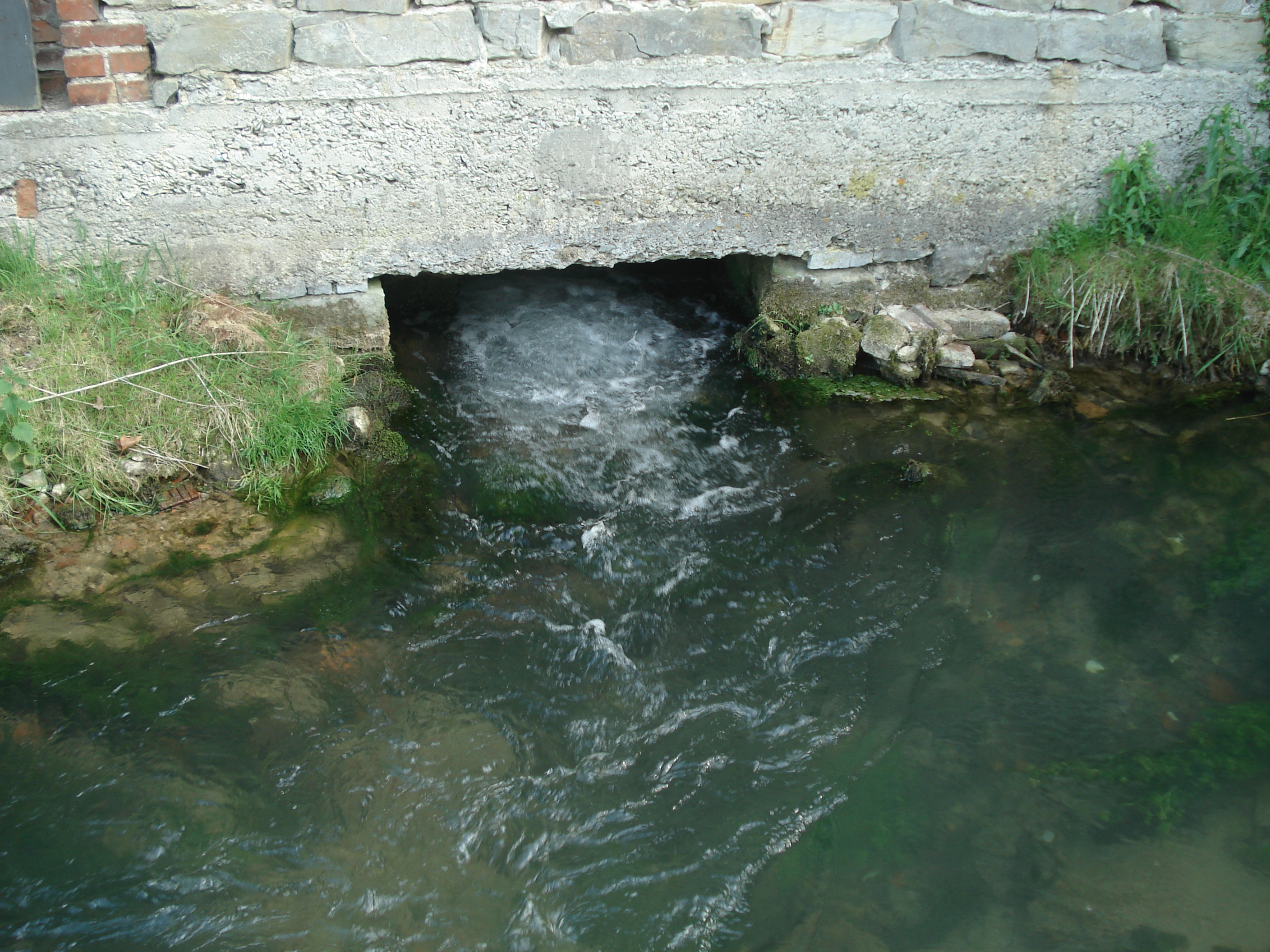
Один из 18-ти карстовых источников реки Хедер

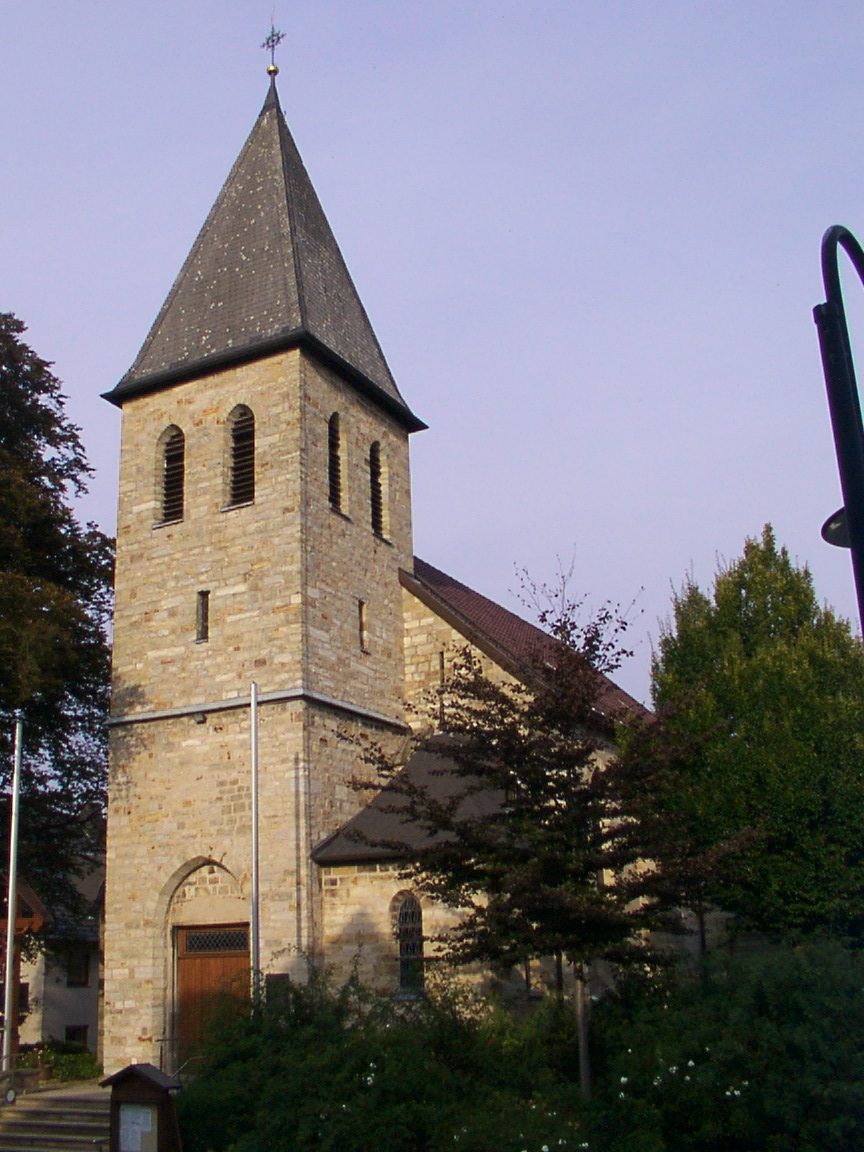
Церковь Св. Петра

Упшпрунге (нем. Upsprunge) — южная часть Зальцкоттена (район Падерборн, земля Северный Рейн-Вестфалия, Германия). Относится к природно-исторической земле Бюренерланд и католической епархии Падерборн.

## География

### Географическое положение
Посёлок расположен в историческом регионе Хелльвег к западу от плато Падерборн. На севере поселение простирается до центральной части города Зальцкоттен, исторический центр которого расположен примерно в 2 км от старого города на автотрассе федерального значения № 1.
Согласно справочнику по природному районированию Германии, большая часть посёлка относится к субъединице 542.23 Гезекер Обербёрде (Geseker Oberbörde), которая относится к субъединице 542.2 Оберер Хелльвег (Oberer Hellweg). Северная окраина поселения относится к подотделу 542.13 Гезекер Унтербёрде (Geseker Unterbörde), который, в свою очередь, относится к подотделу 542.1 Унтерер Хелльвег (Unterer Hellweg). Оба подразделения относятся к основному подразделению 542 Хелльвегбёрден (Hellwegbörden), которое относится к основной группе подразделений 54 Вестфальская низменность.

### Гидрография
Река Хедер (Хедер) берёт начало из 18 источников на территории посёлка.

### Климат
Как и Восточная Вестфалия-Липпе в целом, Упшпрунге относится к морской климатической зоне северо-запада Германии, для которой характерны небольшие перепады температур и мягкие зимы. Однако континентальное влияние уже чувствуется. Летом температура выше, а ночи прохладнее, чем ближе к побережью. Окружающие невысокие горные хребты также способствуют уменьшению количества осадков и увеличению количества солнечных дней.

### Административная структура
К гемаркунгу Упшпрунге относятся поместье Вульфшталь и деревня Бозенхольц.

### Соседние населённые пункты
Начиная с севера, Апшпрунге граничит по часовой стрелке с населёнными пунктами Зальцкоттен, Верне и Обернтудорф, поселением Аден в Бюрене и городом Гезеке, который относится к району Зост. Остальные соседние территории входят в район Падерборн.

## История
Благодаря благоприятным почвенным и водным ресурсам этот населённый пункт является одним из старейших в епископстве Падерборн.

### Первое упоминание и название
Источники реки Хедер, на берегах которой расположен Апшпрунге, дали поселению своё название. Первое упоминание под названием «Апшпрингун» относится к XI веку. Название интерпретируется как «над или на источниках» или «возле живых или журчащих источников».

### Средневековье
Считается, что первые люди поселились в средневековом поселении «up dem Springe» около 1000 года. В 1216 году епископ Падерборна Бернхард III фон Озеде передал имущество и десятину с Упшпринге аббату Альберту фон Абдингхофу из прихода Фильзен. Этот документ представляет собой первое датированное упоминание этого поселения.
В Средние века в Упшпрунге существовала часовня, построенная в 1424 году.

### НовоеиНовейшее время
До наполеоновских войн Апшпрунге принадлежал епископству Падерборн. В Королевстве Вестфалия с 1807 по 1813 год на этом месте находилась коммуна Упшпрунге в кантоне Зальцкоттен района Падерборн департамента Фульда. В 1816 году коммуна Упшпрунге вошла в состав нового района Бюрен, где до 1938 года относилась к району Зальцкоттен, а затем до 1974 года — к району Зальцкоттен-Боке.
Нынешняя церковь Святого Петра была освящена в 1896 году. В 1920 году Зальцкоттен был отделен от церковного прихода. В то же время существует частичное совместное управление с Зальцкоттенской пасторальной областью, которая включает все районы города.
1 января 1975 года коммуна Упшпрунге была включена в состав города Зальцкоттен Законом Зауэрланд/Падерборн от 5 ноября 1974 года. В это же время Зальцкоттен стал частью района Падерборн.
В ходе муниципальной реорганизации управление Зальцкоттен-Боке было упразднено, поскольку города и муниципалитеты теперь напрямую подчиняются районам. Апшпрунге — часть Зальцкоттена, а совет Апшпрунге, избранный гражданами, выбирает представителя в Ратхаус Зальцкоттена.

### Динамика численности населения
XIX век:
| Год           | 1818 | 1831 | 1837 | 1843 | 1849 | 1852 | 1858 | 1867 | 1871 | 1885 | 1895 |
| Число жителей | 411  | 436  | 443  | 487  | 525  | 541  | 486  | 480  | 454  | 451  | 497  |

XX век:
| Год           | 1905 | 1910 | 1925 | 1933 | 1939 | 1946 | 1950 | 1957 | 1961 | 1965 | 1970 | 1972 | 1974 | 1975 | 1980 | 1985 | 1989 | 1995 |
| Число жителей | 538  | 584  | 635  | 613  | 583  | 852  | 857  | 787  | 752  | 752  | 858  | 944  | 998  | 1024 | 1193 | 1370 | 1536 | 1909 |

XXI век:
| Год           | 2005 | 2006 | 2009 | 2010 | 2015 | 2019 |
| Число жителей | 2004 | 1986 | 1959 | 1928 | 1924 | 1930 |

## Средства массовой информации
Помимо средств массовой информации, относящихся к Зальцкоттену, сегодня существуют веб-сайты клубов и учреждений, а также новые социальные сети, которые упрощают заключение договоров, передачу информации и общение даже в сельской местности (см. ссылки).